# 19. veljače
19. veljače (19. 2.) 50. je dan godine po gregorijanskom kalendaru.
Do kraja godine ima još 315 dana (316 u prijestupnoj godini).

## Događaji
- 1291. – Potpisan sporazum iz Tarascona.
- 1594. – Sigismund III., kralj Poljsko-litavske Unije, okrunjen je za kralja Švedske.
- 1674. – Treći englesko-nizozemski rat završio je potpisivanjem Westminsterskog sporazuma.
- 1826. – Rodio se Matija Mesić, povjesničar i prvi rektor zagrebačkog sveučilišta.
- 1910. – Manchester United odigrao prvu utakmicu na Old Traffordu.
- 1935. – Sibinjske žrtve; u sibinjskom kraju režim Kraljevine Jugoslavije ubio hrvatske seljake.
- 1939. – Talijanske vojne jedinice u Adis Abebi počinile masakr u znak odmazde zbog neuspjelog atentata na potkralja maršala Grazianija.
- 1942. – Zračni napadi na Darwin, glavni grad Sjevernog Teritorija, Australija uništili su 242 bombardera i lovaca japanske carske mornarice.
- 1942. – Potpisana je U.S. Executive Order 9066, odobrivši premještaj i zatvaranje 112.000 japanskih Amerikanaca.
- 1945. – Započela bitka za Iwo Jimu.
- 1982. – Probni let Boeinga 757.
- 1986. – U okviru sovjetskog svemirskog programa lansirana je svemirska postaja Mir, prva dugoročna istraživačka postaja u svemiru.
- 1990. – osnovan Istarski demokratski sabor.
- 1996. – Institut za suvremenu povijest postao dio Hrvatskog instituta za povijest.
- 1999. – Posljednji koncert Animatora u klubu Kulušić.
- 2002. – Objavljen album Don't Worry About Me Joeyja Ramonea.
- 2020. – Zoran Milanović prisegnuo za Predsjednika Republike Hrvatske.

| - 1473. – Nikola Kopernik, poljski astronom († 1543.) - 1660. – Friedrich Hoffmann, njemački liječnik i kemičar († 1742.) - 1743. – Luigi Boccherini, talijanski skladatelj († 1805.) - 1804. – Karl Freiherr von Rokitansky, češki liječnik († 1878.) - 1822. – Antonio Bajamonti, splitski gradonačenik i liječnik († 1891.) - 1833. –Élie Ducommun, švicarski pravnik i nobelovac († 1906.) - 1859. – Svante August Arrhenius, švedski kemičar, fizičar i nobelovac († 1927.) - 1876. – Constantin Brâncuși, rumunjski kipar († 1957.) - 1880. – Álvaro Obregón, meksički političar i predsjednik († 1928.) - 1896. – André Breton, francuski književnik († 1966.) - 1924. – Lee Marvin, američki glumac († 1987.) - 1933. – Petar Šimunović, hrvatski jezikolovac i akademik († 2014.) - 1940. – Saparmurat Nijazov, turkmenski predsjednik († 2006.) - 1941. – David Jonathan Gross, američki fizičar i nobelovac - 1943. – R. Timothy Hunt, engleski biokemičar i nobelovac - 1944. – Silvija Luks, hrvatska televizijska novinarka i urednica († 2023.) - 1948. – Tony Iommi, engleski glazbenik - 1952. – Danilo Türk, slovenski političar - 1953. – Cristina Fernández de Kirchner, argentinska političarka - 1954. – Sócrates, brazilski nogometaš († 2011.) - 1955. – Jeff Daniels, američki glumac - 1957. – Falco, austrijski pjevač († 1998.) - 1958. – Mišo Krstičević, hrvatski nogometaš (strijelac posljednjeg gola na Starom placu) - 1960. – Andrew, vojvoda od Yorka, britanski plemić - 1967. – Benicio del Toro, portorikanski glumac - 1977. – Teo Đogaš, hrvatski vaterpolist - 1991. – Olja Luetić, hrvatska modna dizajnerica - 1995. – Nikola Jokić, srbijanski košarkaš - 2006. – Anton Matković, hrvatski nogometaš | - 197. – Klodije Albin, rimski car (* o. 150.) - 1138. – Irena Duka, bizantska carica (* o. 1066.) - 1465. – Ivan Gazul, hrvatski astronom, diplomat i matematičar albanskog podrijetla (* o. 1400.) - 1799. – Jean-Charles de Borda, francuski matematičar (* 1733.) - 1837. – Georg Büchner, njemački književnik (* 1813.) - 1887. – Eduard Douwes Dekker, nizozemski pisac (* 1820.) - 1916. – Ernst Mach, austrijski fizičar i filozof (* 1838.) - 1931. – Milan Šufflay, hrvatski povjesničar, jedan od utemeljitelja albanologije, autor prvoga hrvatskog znanstvenofantastičnog romana. (* 1879.) - 1942. – Kārlis Zāle, latvijski kipar i likovni umjetnik (* 1888.) - 1951. – André Gide, francuski književnik i nobelovac (* 1869.) - 1952. – Knut Hamsun, norveški književnik i nobelovac (* 1859.) - 1962. – Georgios Papanikolaou, grčki liječnik (* 1883.) - 1973. – Joseph Szigeti, mađarski violinist (* 1892.) - 1980. – Bon Scott, pjevač sastava AC/DC (* 1946.) - 1988. – André Frédéric Cournand, francuski fiziolog i nobelovac (* 1895.) - 1997. – Deng Xiaoping – kineski komunistički političar (* 1904.) - 2000. – Friedensreich Hundertwasser, austrijski slikar (* 1928.) - 2008. – Jegor Letov, ruski pjevač (* 1964.) - 2013. – Robert Coleman Richardson, američki fizičar i nobelovac (* 1937.) - 2016. - Harper Lee, američka spisateljica (* 1926.) - Umberto Eco, talijanski pisac (* 1932.) - 2019. – Karl Lagerfeld, njemački modni kreator (* 1933.) - 2021. – Đorđe Balašević, srbijanski pjesnik i kantautor (* 1953.) - 2022. – Mario Plenković, hrvatski komunikolog i otac Andreja Plenkovića (* 1947.) |

## Imendani
- Konrad
- Ratko
- Rajko
- Blago